# Русинская Википедия
Руси́нская Википе́дия (русин. Русиньска Вікіпедія) — раздел Википедии на русинском языке, созданный 23 января 2011 года. По состоянию на 16 июля 2025 года содержит 10 111 статей и занимает 175-е место в списке Википедий по количеству статей. Официально открыта 23 января 2011 года.

## История
Изначально раздел создан 16 ноября 2007 года в тестовом режиме в рамках Викиинкубатора — проекта фонда Викимедиа, предназначенного для тестирования новых языковых разделов и проектов. Тестовый раздел был создан ещё в ноябре 2007 года, однако почти не развивался из-за отсутствия активных участников. Ситуация изменилась после прихода в мае 2010 года участника Gazeb, который активно принялся создавать новые статьи. Все его статьи были написаны на пряшевском варианте русинского языка.
12 апреля 2008 года была подана заявка на открытие раздела на паннонско-русинском языке. Однако заявка не вызвала интереса, и в конечном итоге была отвергнута. 20 марта 2010 года была подана заявка на открытие русинского раздела. 27 октября того же года языковым комитетом было принято решение в пользу создания самостоятельного раздела на русинском языке. Против открытия раздела голосовали четыре человека (трое из них уже после решения языкового комитета). Все они указали украинский язык как свой родной. Открытие раздела состоялось 23 января 2011 года. К тому моменту раздел содержал 1190 статей.
23 января 2013 года число статей в разделе превысило 5000 статей.
13 мая 2014 года была написана 6000 статья.
С ноября 2016 года усилиями участника Igor Kercsa (Керча, Игорь Юрьевич) начался переход на грамматику Гарайды. Существуют статьи, написанные и другими региональными вариантами, в частности подкарпатским, различными диалектами и их смесью. В статьях, написанных Керчей и его сторонниками, широко используется символ Ѣ, существовавший в русинских печатных изданиях до 1945 г., однако не принятый ни в одной из современных академических орфографий (лемковской, пряшевской и бачванской).
30 декабря 2016 года общее число страниц в разделе превысило 10000.

## Статистика
Русинский раздел по состоянию на 16 июля 2025 года содержит 10 111 статей. Зарегистрировано 33 284 пользователя, 2 из которых имеет права администратора. Общее количество страниц в Русинской Википедии составляет 22 126, правок — 158 473, загруженных файлов — 87.
Из-за низкой активности статьи имеют небольшой размер, а глубина проекта невелика и составляет 10,1 пунктов. Русинскую Википедию посещает сравнительно немного пользователей, поскольку в разделе, как считается, всё ещё отсутствует большой пласт информации даже на русинскую тематику. Большое количество обязательных для каждой Википедии статей в русинском проекте ещё не создано.

## Посещаемость
| Страны по посещаемости Русинской Википедии по состоянию на февраль 2017[уточнить] | Страны по посещаемости Русинской Википедии по состоянию на февраль 2017[уточнить] | Страны по посещаемости Русинской Википедии по состоянию на февраль 2017[уточнить] | Страны по посещаемости Русинской Википедии по состоянию на февраль 2017[уточнить] | Страны по посещаемости Русинской Википедии по состоянию на февраль 2017[уточнить] |
| --------------------------------------------------------------------------------- | --------------------------------------------------------------------------------- | --------------------------------------------------------------------------------- | --------------------------------------------------------------------------------- | --------------------------------------------------------------------------------- |
| Германия                                                                          |                                                                                   |                                                                                   | 46.5 %                                                                            |                                                                                   |
| США                                                                               |                                                                                   |                                                                                   | 28.1 %                                                                            |                                                                                   |
| Украина                                                                           |                                                                                   |                                                                                   | 10.5 %                                                                            |                                                                                   |
| Франция                                                                           |                                                                                   |                                                                                   | 7.0 %                                                                             |                                                                                   |
| Словакия                                                                          |                                                                                   |                                                                                   | 5.2 %                                                                             |                                                                                   |
| другие страны                                                                     |                                                                                   |                                                                                   | 2.7 %                                                                             |                                                                                   |
| (0.0007 % от общей посещаемости Википедии)                                        |                                                                                   |                                                                                   |                                                                                   |                                                                                   |